# NGC 5979
NGC 5979 est une nébuleuse planétaire située dans la constellation du Triangle austral. Elle a été découverte par l'astronome britannique John Herschel en 1835.

## Observation
Avec une magnitude visuelle de 11,5, il faut utiliser un télescope dont l'ouverture est d'au moins 200 mm pour observer cette nébuleuse.

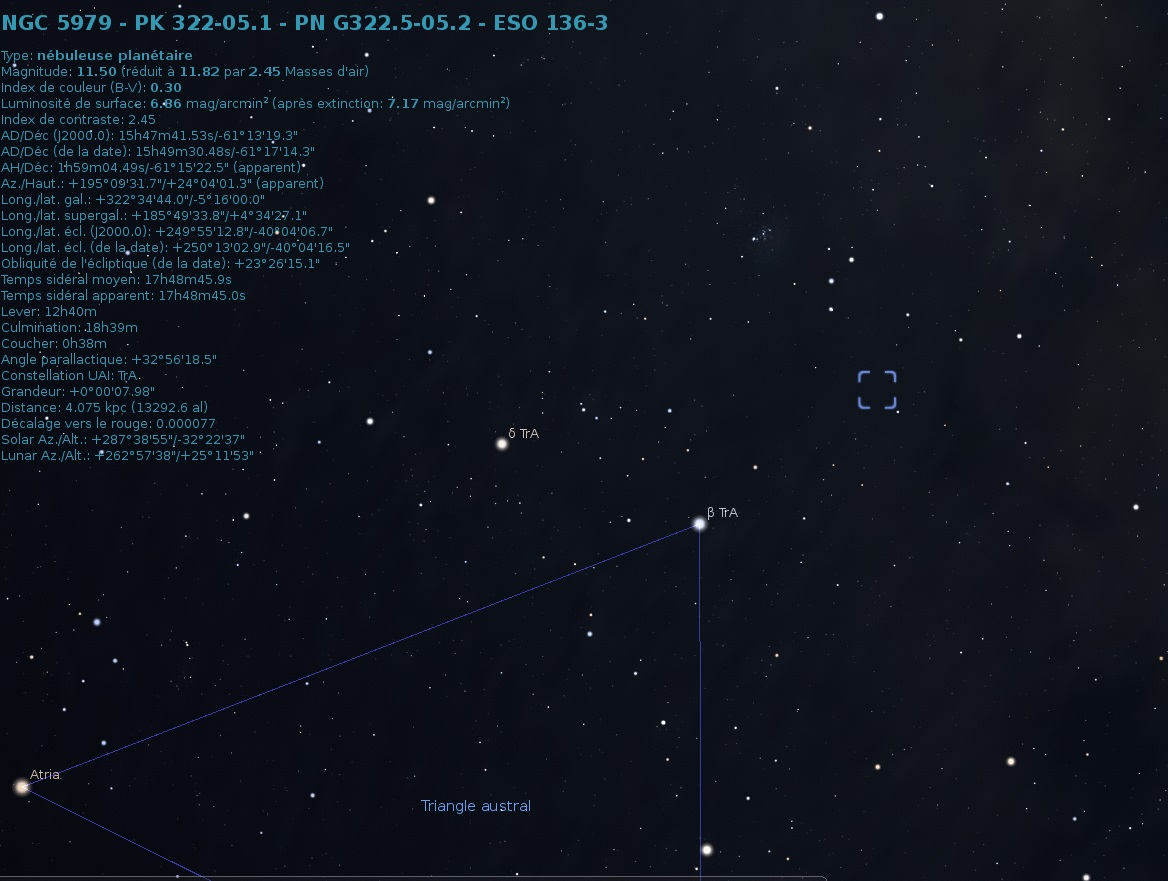
Emplacement de NGC 5979 dans la constellation du Triangle austral.

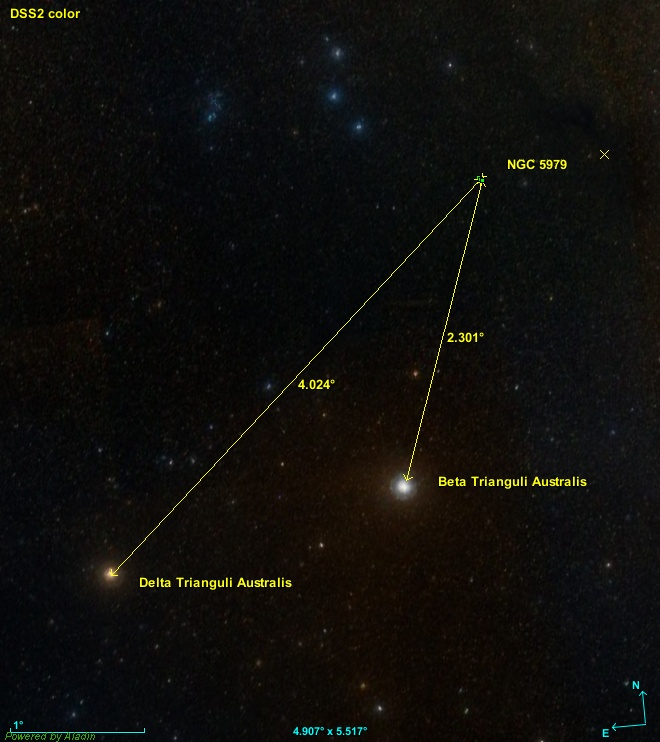
Position de NGC 5979 par rapport à deux étoiles.

NGC 5979 est à environ 2,3° nord-ouest de Beta Trianguli Australis, une étoile de magnitude 2,83, et à environ 4,0° au nord-ouest de Delta Trianguli Australis dont la magnitude est de 3,86.

## Caractéristiques

### Distance, taille et vitesse
Le logiciel en ligne Aladin Lite permet de consulter les données astronomiques de plusieurs catalogues, dont le « GAIA EARLY DATA RELEASE 3 (GAIA EDR3) ». Pour NGC 7026, Gaia EDR3, la parallaxe de NGC 5979 est égale à 0,263 2 ± 0,051 2 mas, ce qui correspond à une distance de 3799+918
−619 pc.
La taille apparente de la nébuleuse est de 0,3 minutes d'arc, ce qui, compte tenu de la distance et grâce à un calcul simple, équivaut à une taille réelle de 1,08+0,18
−0,26 al.
Deux vitesses indentiques sont indiquées sur la base de données Simbad: 23,0 km/s et 23,0 ± 5,0 km/s.

### Halo
Une exposition de une minute avec le télescope NTT de  l'Observatoire de La Silla à travers un filtre O III révèle un halo hautement asymétrique dont la taille atteint 37'. Si l'on tient compte de ce halo, la taille réelle de cette nébuleuse atteint dans sa plus grande dimension 1,6 al.

### Âge
L'âge du halo de la nébuleuse serait 62 000 ans et celui de la nébuleuse interne de 16 000 ans.

## Étoile centrale
L'étoile au centre de cette nébuleuse est de type spectral O(H)3-4. Sa magnitude visuelle est égale à 16,37 et sa masse est estimée à 1,993 {\displaystyle M_{\odot }}. Sa température de surface atteint les 115 kK ({\displaystyle Log(T_{eff})=5,06}) et sa luminosité est égale à 5 495 {\displaystyle L_{\odot }} ({\displaystyle Log(L/L{\odot })=3,74}). Le rayon de la nébuleuse est estimé à 0,186 pc et son âge est de 6 950 ans. Elle présente de plus un spectre d'émission de faible intensité (wels: weak emission-line stars") .
Selon Corradi et ses collègues, la température de l'étoile centrale est de 100 kK ({\displaystyle Log(T)=5,00}) et sa luminosité est de 14 100 {\displaystyle L_{\odot }} ({\displaystyle Log(L)=4,15}).

## Galerie

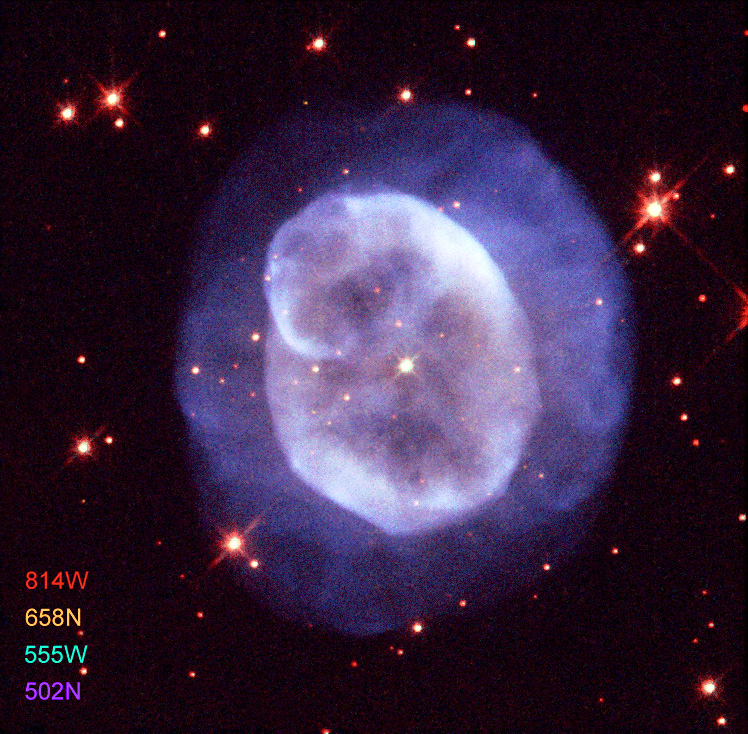
Image composite réalisée à l'aide des données captées par le télescope spatial Hubble.
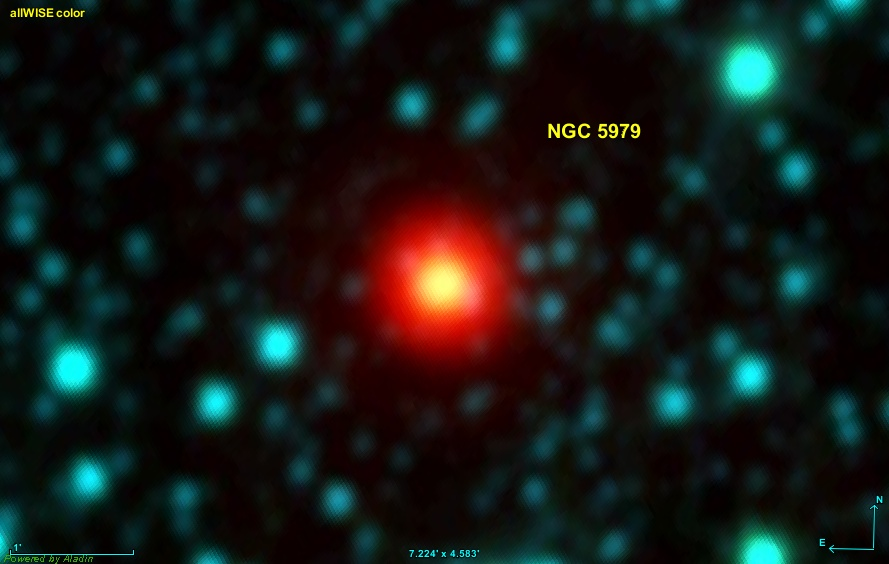
NGC 5979 en infrarouge par le télescope spatial WISE.